# 乔纳森·戴维
乔纳森·克里斯蒂安·戴维（英語：Jonathan Christian David，發音：/ˈd͡ʒɑnəθən ˈkʰɹɪst͡ʃən ˈdeɪvəd/；法語發音：[ʒonatɑ̃ kʀistiɑ̃ david]；2000年1月14日—），是一名加拿大足球运动员，场上司职前锋，目前效力于意甲球队祖雲達斯，并代表加拿大国家男子足球队参加国际比赛。

## 青年队生涯
戴维在10岁时开始为渥太华球队格洛斯特龙之队出战正规比赛。一年后，他加入了渥太华格洛斯特，并为球队的黄蜂队效力至2015年。2016年，戴维加入了渥太华国际。

## 俱乐部生涯

### 根特
2018年1月，戴维加盟了比甲球队根特。同年8月4日，在根特与1-1战平瓦勒海姆聚尔特体育的比赛中，戴维完成了一线队首秀，并在伤停补时打进了扳平一球，帮助球队拿到一分。在他上演联赛首秀的5天后，戴维在根特1-0战胜乔治罗尼亚比亚韦斯托克的欧联杯第三轮预选赛的下半场中替补登场，并在第85分钟打入了制胜一球，帮助球队进军欧联杯正赛。3天后，戴维再次打进了进球，在根特4-1大胜华斯兰德贝弗伦的联赛的第71分钟替补登场，并打进了两粒进球。在为一线队出战的前5场比赛中打进了5粒进球后，根特与戴维续约至了2022年。2019年9月，戴维再次与俱乐部续约一年，新的合同直到2023年才会到期。在2020年1月的冬季转会窗时，根特主席伊万·德维特表示，戴维受到了多家大俱乐部的关注，若他最终被根特出售，转会费将会达到至少2000万欧元。

### 里尔
2020年8月11日，法甲球队里尔官方宣布，俱乐部已经签下了戴维，合同为期5年，将会在2025年到期。据媒体报道，戴维的转会费约为3000万欧元，他也就此成为了转会费最高昂的加拿大足球运动员。同年8月22日，在里尔1-1战平雷恩的法甲赛季首战中，戴维完成了里尔首秀。在经历了一个困难的开始后，戴维在11月22日里尔4-0完胜洛里昂的比赛中打进了球队的最后一粒进球，这同样也是他为里尔打进的第一粒进球。在连续7场比赛没有取得进球后，戴维在1月17日里尔2-1险胜兰斯的联赛中一击制胜，绝杀对手，并帮助球队超过巴黎圣日耳曼的积分，登顶积分榜榜首。2021年2月3日，戴维在里尔3-0客胜波尔多的联赛中再次打进了一粒进球。2月7日，在里尔2-0战胜南特的联赛中，戴维继续延伸着他火热的状态，在加盟里尔以来首次连场进球，包揽了该场比赛中的全部两粒进球。在赛季前半程仅仅打进两粒进球后，戴维在连场进球后（不包括之后的比赛）已经打进了5粒进球，合计7球。2021年4月3日，戴维在里尔1-0客胜巴黎圣日耳曼的法甲比赛中打进了制胜一球，帮助俱乐部自1996年4月以来首次在王子公园球场击败巴黎圣日耳曼。但是在比赛中，戴维被巴黎球员铲伤，将会缺席球队之后的数场比赛。

## 国家队生涯

### 国青队
2015年，在参加了几个加拿大U-15的训练营后，戴维首次被加拿大青年国家队发现，并在2017年U-17CONCACAF冠军赛开始前被加拿大U-17国家队征召进入了球队的赛前备战大名单中。戴维入选了最终的U-17大名单中，并在加拿大U-17与苏里南U-17的小组赛第三场中梅开二度。2018年5月，戴维入选了加拿大U-23的土伦杯大名单。
戴维曾被美国U-20国家队主帅拉莫斯征召，但他婉拒了对方的邀请，因为他更想专注于自己的俱乐部，并且只想为加拿大出战。

### 国家队
2018年8月30日，戴维首次收到了加拿大国家队的征召，将会参加加拿大与美属维尔京群岛的2019–20赛季CONCACAF国家联赛预选赛。9月9日，他在比赛中登场，完成了大国家队首秀，并在比赛中梅开二度，帮助加拿大8-0血洗对手。2019年5月30日，戴维入选了加拿大征战2019年中北美金杯的最终大名单中。在加拿大7-0完胜古巴的小组赛第三场中，戴维上演了帽子戏法。在加拿大与海地的1/4决赛中，戴维打进了一粒进球，但没能挽回败局，最终加拿大2-3惜败，被对手淘汰出局。赛事结束后，戴维合计打进了6球，获得了赛事金靴奖。
2019年9月7日，在加拿大6-0大胜古巴的比赛中，在进球后，戴维已经在2019年合计打进了8球，从而创造了加拿大球员在一个自然年内为成年国家队中打进最多进球的记录。为了表彰他的贡献，戴维被评为2019年加拿大年度最佳男子足球运动员。

## 个人生活
戴维于2000年1月14日出生在美国纽约州纽约市的布鲁克林行政区，他的父母均为海地人。在他三个月大的时候，他来到了海地太子港居住。6岁时，他与他的父母移民至加拿大，并在渥太华定居。他曾在法语学校路易·瑞耶尔公立中学接受教育。戴维曾在接受采访时表示：“在路易·瑞耶尔中学读书的时候，我提升了我的控球技术，这也是我成功的原因之一”。
在戴维成长的过程中，他从来没有观看过加拿大联赛或美职联的比赛。他从来没有过任何为北美洲的球队登场比赛的想法，但他非常渴望为欧洲球队出战。

## 生涯数据

### 俱乐部
最後更新：2021年3月21日
| 俱乐部   | 赛季     | 联赛     | 联赛 | 联赛 | 本土杯赛 | 本土杯赛 | 欧战 | 欧战 | 其他 | 其他 | 合计 | 合计 |
| 俱乐部   | 赛季     | 联赛等级 | 出场 | 进球 | 出场     | 进球     | 出场 | 进球 | 出场 | 进球 | 出场 | 进球 |
| -------- | -------- | -------- | ---- | ---- | -------- | -------- | ---- | ---- | ---- | ---- | ---- | ---- |
| 根特     | 2018–19  | 比甲     | 33   | 12   | 6        | 0        | 4    | 2    | –    | –    | 43   | 14   |
| 根特     | 2019–20  | 比甲     | 27   | 18   | 0        | 0        | 13   | 5    | –    | –    | 40   | 23   |
| 根特     | 合计     | 合计     | 60   | 30   | 6        | 0        | 17   | 7    | –    | –    | 83   | 37   |
| 里尔     | 2020–21  | 法甲     | 30   | 9    | 3        | 0        | 8    | 0    | –    | –    | 41   | 9    |
| 生涯合计 | 生涯合计 | 生涯合计 | 90   | 39   | 9        | 0        | 25   | 7    | –    | –    | 124  | 46   |

1. ↑  包括比利时杯和法国杯
2. 1 2 3  在欧联杯中的出场

### 国家队
最後更新：2021年6月8日
| 国家队 | 年份 | 出场 | 进球 |
| ------ | ---- | ---- | ---- |
| 加拿大 | 2018 | 3    | 3    |
| 加拿大 | 2019 | 9    | 8    |
| 加拿大 | 2020 | 0    | 0    |
| 加拿大 | 2021 | 2    | 4    |
| 合计   | 合计 | 14   | 15   |

先列出的数字为加拿大的比分。比分栏列出戴维进球后的比分，结果栏显示加拿大的全场比分。
| #  | 日期           | 地点                    | 已出场次数 | 对手           | 比分 | 结果 | 赛事                              |
| -- | -------------- | ----------------------- | ---------- | -------------- | ---- | ---- | --------------------------------- |
| 1  | 2018年9月9日   | 美国布雷登顿 IMG学院    | 1          | 美屬維爾京群島 | 3–0  | 8–0  | 2019–20赛季CONCACAF国家联赛预选赛 |
| 2  | 2018年9月9日   | 美国布雷登顿 IMG学院    | 1          | 美屬維爾京群島 | 4–0  | 8–0  | 2019–20赛季CONCACAF国家联赛预选赛 |
| 3  | 2018年10月16日 | 加拿大多伦多 BMO球场    | 2          | 多米尼克       | 1–0  | 5–0  | 2019–20赛季CONCACAF国家联赛预选赛 |
| 4  | 2019年3月24日  | 加拿大温哥华 卑诗体育馆 | 4          |                | 3–1  | 4–1  | 2019–20赛季CONCACAF国家联赛预选赛 |
| 5  | 2019年6月15日  | 美国帕萨迪纳 玫瑰碗球场 | 5          |                | 1–0  | 4–0  | 2019年中北美金杯                  |
| 6  | 2019年6月15日  | 美国帕萨迪纳 玫瑰碗球场 | 5          | 2–0            |      | 4–0  | 2019年中北美金杯                  |
| 7  | 2019年6月23日  | 美国夏洛特 美国银行球场 | 7          | 古巴           | 1–0  | 7–0  | 2019年中北美金杯                  |
| 8  | 2019年6月23日  | 美国夏洛特 美国银行球场 | 7          | 古巴           | 6–0  | 7–0  | 2019年中北美金杯                  |
| 9  | 2019年6月23日  | 美国夏洛特 美国银行球场 | 7          | 古巴           | 7–0  | 7–0  | 2019年中北美金杯                  |
| 10 | 2019年6月29日  | 美国休斯顿 NRG球场      | 8          | 海地           | 1–0  | 2–3  | 2019年中北美金杯                  |
| 11 | 2019年9月7日   | 加拿大多伦多 BMO球场    | 9          | 古巴           | 2–0  | 6–0  | 2019–20赛季CONCACAF国家联赛A级    |

## 荣誉

### 球會
里爾
- 法国足球甲级联赛冠軍：2020–21賽季[39]

### 個人
- 中北美金杯赛事金靴奖：2019[40]
- 中北美金杯赛事最佳阵容：2019[41]
- 加拿大年度最佳男子足球运动员（英语：Canadian Players of the Year）：2019[42]
- 比甲金靴奖：2019–20（英语：2019–20 Belgian First Division A）（与姆博卡尼（英语：Dieumerci Mbokani）共享）[43]
- 布维奖（英语：Jean-Claude Bouvy Trophy）：2019–20（英语：2019–20 Belgian First Division A）[44]